# Rémi Taffin
Pour les articles homonymes, voir Taffin.
Rémi Taffin est un ingénieur de l'École supérieure des techniques aéronautiques et de construction automobile, directeur technique moteur chez Renault F1 Team puis Alpine F1 Team de 2016 à 2021. 

## Biographie
Rémi Taffin est un ingénieur de l'École supérieure des techniques aéronautiques et de construction automobile (Promotion 1998).
Après avoir œuvré un temps en Formule 3, il rejoint le groupe Renault en 1999 et travaille successivement avec British American Racing, Arrows, Benetton Formula et Renault F1 Team. En 2005 et 2006, il épaule Fernando Alonso qui devient double champion du monde. 
À partir de 2012, il prend la direction des opérations pistes de Renault Sport F1 et du soutien aux différentes écuries équipées du moteur V8 du motoriste français. En 2014, il est nommé directeur des opérations et encadre les équipes d'ingénieurs et de techniciens aux bancs d'essais et au département d'assemblage de Viry-Chatillon . Assurant la transition en piste, il supervise également les ingénieurs détachés chez les partenaires de Renault. 
À partir de 2016, Rémi Taffin gère le développement du groupe propulseur de Renault dans son rôle de directeur technique moteur,.
En août 2021, Alpine F1 Team annonce son départ de l'écurie et du groupe Renault.